# Elise Ray
Elise Ray, (Tallahassee, 6 de fevereiro de 1982) é uma ex-ginasta norte-americana que competiu em provas de ginástica artística.
Elise fez parte da equipe norte-americana que disputou os Jogos Olímpicos de Sydney, em 2000. Neles, ao lado de Amy Chow, Jamie Dantzscher, Dominique Dawes, Kristin Maloney e Tasha Schwikert, encerrou na quarta colocação na prova coletiva. Contudo, em 28 de abril de 2010, a integrante da equipe chinesa, medalhista de bronze, Dong Fangxiao fora punida por competir abaixo da idade limite, com isso, a equipe norte-americana herdou a colocação no pódio.